# 今津公民館
今津公民館（いまづこうみんかん）とは、かつて福山市立今津小学校として存在し、今津小学校が移転した後、福山市のコミュニティーセンターとして使われていた建物である。

## 解説
広島県福山市今津町6丁目2−38に位置していた。2階建ての建物。
現在は、今津交流館として利用されている。